# 後法興院記
『後法興院記』（ごほうこういんき）は、室町時代後期から戦国時代初期にかけて関白・太政大臣を務めた公卿近衛政家の日記。書名は政家の法号「後法興院」にちなむ。『後法興院政家記』とも呼ばれる。

## 概要
公益財団法人陽明文庫には、寛正7年（1466年）の年始から永正2年6月4日（1505年7月5日、政家死去の半月前）までの自筆原本30巻（巻子本3巻と袋綴冊子本27冊。ただし、文明元年（1469年）から10年間分は欠失）が残されている。また、宮内庁書陵部・静嘉堂文庫・京都大学などに写本も残されている。平成9年（1997年）6月30日に国の重要文化財に指定されている。
応仁の乱・山城国一揆・明応の政変などの動乱期の政治情勢、家領の経営・維持に関する記事、当時の公家社会の伝統行事や風俗に関する記事など、その内容は多岐にわたっているため、当時の状況を知る上で貴重な史料となっている。

## 一覧
陽明文庫に伝来した自筆原本は、巻子本3巻と袋綴冊子本27冊からなる。寛正7年・文正元年（1466年）、応仁元年（1467年）、同2年（1468年）の分は白茶後補表紙を装した巻子本で、「文正元年 後法興院御記」などの墨書外題がある。文明11年（1479年）以降の分は袋綴冊子本で、共紙表紙に「文明十一年記」などの外題を記している。なお、文明元年（1469年）から同10年（1478年）までの10年分と、文明17年（1485年）の巻首から2月8日條途中、5月4日條から5月26日條前半までを欠く。
- 第1巻 （寛正7年正月～文正元年12月）※2月28日改元
- 第2巻 （文正2年正月～應仁元年12月）※3月5日改元
- 第3巻 （應仁2年正月～同12月）
- 第4巻 （文明11年正月～同12月）
- 第5巻 （文明12年正月～同12月）
- 第6巻 （文明13年正月～同12月）
- 第7巻 （文明14年正月～同12月）
- 第8巻 （文明15年正月～同12月）
- 第9巻 （文明16年正月～同12月）
- 第10巻 （文明17年2月～同12月）
- 第11巻 （文明18年正月～同12月）
- 第12巻 （文明19年正月～長享元年12月）※7月20日改元
- 第13巻 （長享2年正月～同12月）
- 第14巻 （長享3年正月～延德元年12月）※8月21日改元
- 第15巻 （延德2年正月～同12月）
- 第16巻 （延德3年正月～同12月）
- 第17巻 （延德4年正月～明應元年12月）※7月19日改元
- 第18巻 （明應2年正月～同12月）
- 第19巻 （明應3年正月～同12月）
- 第20巻 （明應4年正月～同12月）
- 第21巻 （明應5年正月～同12月）
- 第22巻 （明應6年正月～同12月）
- 第23巻 （明應7年正月～同12月）
- 第24巻 （明應8年正月～同12月）
- 第25巻 （明應9年正月～同12月）
- 第26巻 （明應10年正月～文龜元年12月）※2月29日改元
- 第27巻 （文龜2年正月～同12月）
- 第28巻 （文龜3年正月～同12月）
- 第29巻 （文龜4年正月～永正元年12月）※2月30日改元
- 第30巻 （永正2年正月～同6月）

## 備考
- 明応7年8月25日（ユリウス暦1498年9月11日）に発生した明応地震に関する記述として、「鳴動の時分に、唐傘のような光物（ひかりもの）が飛んだ」と記述されている[3]。

## 刊行一覧
- 平泉澄校訂『後法興院記』上・下巻、至文堂、1930年
- 陽明文庫編『後法興院記』、思文閣出版〈陽明叢書 記録文書篇〉 1990年4月 - 1991年12月
  - 『後法興院記 （一）』、1990年4月、ISBN 4-7842-0592-6。
  - 『後法興院記 （二）』、1990年9月、ISBN 4-7842-0616-7。
  - 『後法興院記 （三）』、1991年2月、ISBN 4-7842-0632-9。
  - 『後法興院記 （四）』、1991年12月、ISBN 4-7842-0674-4。
- 東京大学史料編纂所編『後法興院関白記』全12巻予定、岩波書店〈大日本古記録〉、2025年3月より刊

## デジタルアーカイブ
- 平泉澄校訂『後法興院記』、至文堂、1930年
  - 『後法興院記. 上卷』 - 国立国会図書館デジタルコレクション
  - 『後法興院記. 下卷』 - 国立国会図書館デジタルコレクション